# Eudendrium parvum
Eudendrium parvum är en nässeldjursart som beskrevs av Warren 1908. Eudendrium parvum ingår i släktet Eudendrium och familjen Eudendriidae. Inga underarter finns listade i Catalogue of Life.